# Tamborer
El tamborer, porquet o tord (Symphodus cinereus) és una espècie de peix osteïcti de la família dels làbrids i de l'ordre dels perciformes.

## Morfologia
- Els mascles poden assolir els 16 cm de longitud màxima.
- Color de fons bru groguenc, cendrós o verdós, amb una taca blau negrosa a la base de l'aleta caudal i una altra al primer radi espinós de la dorsal.
- Els mascles en lliurea nupcial presenten ratlles blaves als opercles, una taca negra a les pectorals, i la dorsal i l'anal vorejades de blau.
- Les femelles presenten color de fons gris arenós o verdós sense dibuixos a l'opercle. També tenen dues línies longitudinals marrons a l'opercle.
- El cos és allargat, ovalat i comprimit.
- La línia lateral és quasi recta.
- El cap és allargat.
- La boca és petita amb els llavis molsuts.
- Les mandíbules són extensibles.
- El preopercle és dentat.
- Té una aleta dorsal llarga i la caudal és bastant ampla.[1][2]

## Reproducció
Té lloc entre maig i juny. Són nidificants: els mascles fan els nius amb algues a la sorra i protegeixen la posta.

## Alimentació
Menja gambes, amfípodes, isòpodes, petits gastròpodes i bivalves.

## Hàbitat
Viu a les praderies de posidònies i zosteres, on els mascles construeixen nius per a la posta. És una espècie molt litoral que es pot trobar a l'interior de cales i ports fins als 20 m de fondària màxima. També pot aparèixer a fons sorrencs.

## Distribució geogràfica
Es troba a la Mediterrània i a l'Atlàntic oriental (des d'Arcachon fins a Gibraltar).

## Observacions
Pot tindre una longevitat de 6 anys.